# Eugenia tenuipedunculata
Eugenia tenuipedunculata är en myrtenväxtart som beskrevs av Hjalmar Frederik Christian Kiaerskov. Eugenia tenuipedunculata ingår i släktet Eugenia och familjen myrtenväxter. Inga underarter finns listade i Catalogue of Life.